# Умидия Квадрата
Вижте пояснителната страница за други личности с името Умидия.
Умидия Квадрата (на латински: Ummidia Quadrata) е римлянка от 2 век, племенница на Марк Аврелий.

## Биография
Произлиза от фамилията Умидии. Омъжва се за Гней Клавдий Север (консул 173 г.), произлизащ от Pompeiopolis в Пафлагония. Двамата имат син Марк Клавдий Умидий Квадрат, осиновен от Марк Умидий Квадрат Аниан (консул 167 г.) и участва през 181/182 г. в заговор против император Комод, така наречения Луцила–заговор и е екзекутиран. Нейният съпруг се жени през 167 г. за Ания Аврелия Галерия Фаустина, първородената дъщеря на император Марк Аврелий и Фаустина Млада.